# Hoàng Tụy
Hoàng Tụy (* 7. Dezember 1927 in Điện Quang, Vietnam; † 14. Juli 2019 in Hanoi) war ein vietnamesischer Mathematiker. Zusammen mit Lê Văn Thiêm gehört er zu den Gründungsvätern der mathematischen Institutionen in Vietnam.

## Leben
Hoàng Tụy wurde am 7. Dezember 1927 im Dorf Xuân Đài (heute: Điện Quang) in der Provinz Quảng Nam als eines von sieben Kindern geboren. Er wuchs in armen Verhältnissen auf und sein Vater starb, als Hoàng Tụy vier Jahre alt war. Im Alter von 15 Jahren unterbrach er die Schule für ein Jahr, weil er an Atemproblemen litt und teilweise gelähmt war. Er begann 1946 ein Studium der Mathematik an der Vietnamesischen Nationaluniversität Hanoi, kurz bevor der Indochinakrieg (1946 – 1954) ausgebrach. Nach nur zwei Monaten musste er das Studium abbrechen, da die Franzosen Hanoi eingenommen hatten und die Universität geschlossen wurde. Er beteiligte sich am Widerstand gegen die französische Fremdherrschaft, lebte zwei Monate in den Bergen und kehrte schließlich zurück in den Süden, wo er in der Provinz Quảng Ngãi in der Fünften Befreiten Zone von 1947 bis 1951 Mathematikunterricht gab. In der Zeit schrieb er ein Schulbuch zu elementarer Geometrie, das von dem Verlag der Việt Minh veröffentlicht wurde. Es handelt sich hierbei womöglich um das erste Mal, dass eine Guerillabewegung ein Mathematikbuch publiziert hat. Bei einem französischen Luftangriff auf seine Schule kamen 18 Menschen ums Leben und das Schulgebäude wurde komplett zerstört. Er erfuhr 1951, dass Lê Văn Thiêm – der erste Vietnamese mit einem Doktortitel in Mathematik und damals bereits von großer Bekanntheit – nach Vietnam zurückgekehrt war. Lê Văn Thiêm gab Vorlesungen an einer Universität, die die Việt Minh in einer befreiten Zone in Nordvietnam nahe der chinesischen Grenze eröffnet hatten. Dies veranlasste Hoàng Tụy dazu, hunderte Kilometer zu Fuß in den Norden zu reisen. Nach drei Monaten in ständiger Gefahr vor französischen Truppen, Malaria und Tigern erreichte er sein Ziel und studierte Mathematik unter Lê Văn Thiêm in den frühen 1950er Jahren. Hoàng Tụy brachte sich in zwei Jahren autodidaktisch Russisch bei und zog im September 1957 in die Sowjetunion, wo er reelle Analysis bei Dmitri J. Menschow und Georgi J. Schilow studierte. Innerhalb eines Jahres wurde Hoàng Tụy im April 1959 an der Lomonossow-Universität Moskau unter seinem Doktorvater Dmitri J. Menschow promoviert (Dissertation: Über die Struktur von messbaren Funktionen).
Nachdem er von der Sowjetunion nach Vietnam zurückgekehrt war und nach einem Forschungsaufenthalt bei Leonid W. Kantorowitsch verlegte er seinen Forschungsschwerpunkt von der eher theoretischen reellen Analysis zur angewandteren Operations Research und Optimierung, die er damals als nützlicher in Vietnam ansah. Hoàng Tụy führte damit als Erster dieses Gebiet der Mathematik in Vietnam ein und erfand die vietnamesische Übersetzung vận trù von Operations Research. Seitdem arbeitete er vorrangig im Bereich der globalen Optimierung, wo er Pionierarbeit leistete. Als Dekan der Fakultät für Mathematik und Physik an der Universität von Hanoi von 1961 bis 1968 prägte er eine neue Generation von Mathematikern und Lehrern in Vietnam. Im Zuge des Vietnamkriegs (1955–1975) wurde die Universität 1965 in ein Regenwaldgebiet 170 km von Hanoi entfernt verlegt. Die vietnamesische mathematische Gesellschaft wurde 1965 von Lê Văn Thiêm ins Leben gerufen, in der Hoàng Tụy als Generalsekretär bis 1988 wirkte. Im November 1967 hielt Alexander Grothendieck Vorlesungen in Hanoi. Ein Bombenabwurf der US-Amerikaner wenige hundert Meter von der Vorlesungshalle führte dazu, dass die Vorlesungen für vier weitere Jahre in den Regenwald verlegt wurden. Die Weihnachts-Bombardierungen im Dezember 1972 führten zu einer erneuten einjährigen Evakuierung der Fakultät. Nach Ende des Vietnamkriegs wurde Hoàng Tụy von 1980 bis 1989 Direktor des Instituts für Mathematik der neugegründeten vietnamesischen Akademie für Wissenschaft und Technologie. 
Er veröffentlichte insgesamt über 160 wissenschaftliche Artikel. Anlässlich seines 70. Geburtstags wurde ihm zu Ehren 1997 eine Konferenz an der Universität Linköping in Schweden organisiert. Zu seinem 80. Geburtstag wurde im Dezember 2007 eine Konferenz zu nichtkonvexer Optimierung am Institut national des sciences appliquées in Rouen, Frankreich abgehalten, wo seine wegweisenden Ergebnisse in globaler Optimierung gewürdigt wurden. Im September 2011 wurde Hoàng Tụy als erster Träger des seitdem zweijährlich vergebenen Constantin Carathéaodry Prize für seine bahnbrechenden Arbeiten in der globalen Optimierung ausgezeichnet. Durch den nach ihm benannten Tuy-Schnitt lassen sich Algorithmen zu konkaven Minimierungsproblemen finden.